# Junkers Ju 88
O Junkers Ju 88 foi um bombardeiro médio bimotor alemão, utilizado pela Luftwaffe durante a Segunda Guerra Mundial em numerosas tarefas. 

## Desenvolvimento
Desenhado pela companhia de Hugo Junkers em meados da década de 1930, sofreu uma série de problemas técnicos durante as últimas fases do seu desenvolvimento e no início da sua utilização operacional, mas tornou-se num dos mais versáteis aviões de combate da guerra. Conhecido afectuosamente pelos seus tripulantes como "A criada de todos os trabalhos" (uma versão feminina de "O homem dos 7 ofícios"), o Ju 88 provou ser apropriado para quase todas as tarefas, tendo sido usado com sucesso como bombardeiro convencional, bombardeiro de mergulho, caça nocturno, torpedeiro, avião de reconhecimento, caça pesado, e até como uma bomba voadora (o Mistel), usada durante as últimas fases do conflito.

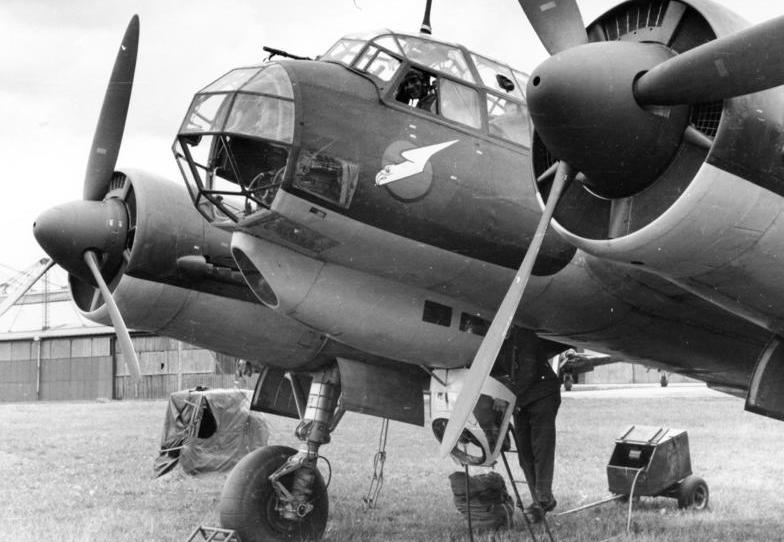
Junkers Ju 88 (1940).

Apesar do seu desenvolvimento prolongado, a aeronave tornou-se num dos activos mais importantes da Luftwaffe. A linha de montagem do Ju 88 funcionou continuamente entre 1936 e 1945, tendo sido produzidos mais de 16 000 Ju 88 em dezenas de variantes, mais do que qualquer outro avião bimotor alemão da época. Durante a produção, a base estrutural do avião permaneceu inalterada, prova da excelente qualidade do desenho original.

## Especificações

Junkers Ju 88 A-4

### Ju 88 A-4
Características gerais

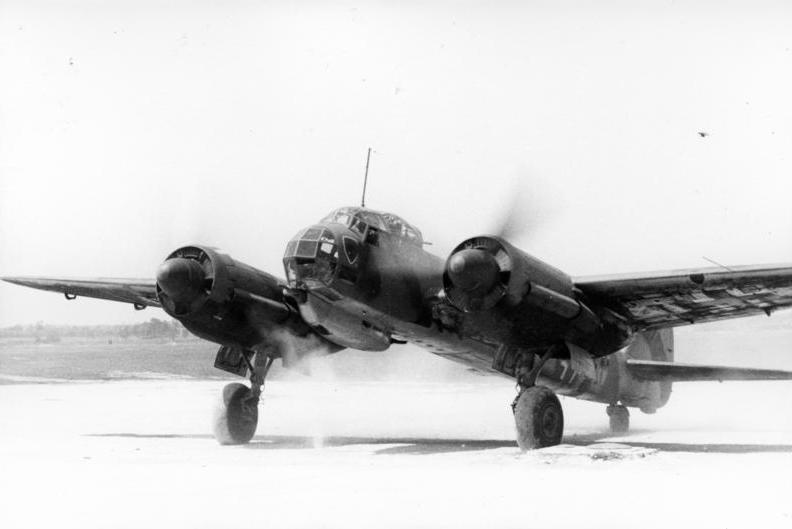
Junkers Ju 88 preparando-se para a descolagem, Tunísia, ca. 1942-43

- Tripulação: 4 - piloto, bombardeador/artilheiro frontal, operador de rádio/artilheiro traseiro, navegador/artilheiro ventral
- Comprimento: 14,36 m (47,1 ft)
- Envergadura: 20,08 m (65,9 ft)
- Altura: 5,07 m (16,6 ft)
- Área alar: 54,7 m² (589 ft²)
- Peso carregado: 8 550 kg (18 800 lb)
- Peso na decolagem: 14 000 kg (30 900 lb)[nota 2]
- Motorização: 2 x motores a pistão de doze cilindros invertido refrigerado a liquido Junkers Jumo 211J[nota 3] de 1 401 hp (1 040 kW)

Performance
- Velocidade máx.: 510 km/h (275 kn)[nota 2] à 5 300 m (17 400 ft) de altitude sem os racks externos de de bombas ou 433 km/h (234 kn) à 4 500 m (14 800 ft) de altitude com 14 000 kg (30 900 lb) de carga
- Alcance: 2 430 km (1 510 mi) com combustível interno máximo[nota 2]
- Teto de serviço: 9 000 m (29 500 ft) com peso médio sem bombas
- Razão de subida: 235 m/min

Armamentos
- Metralhadoras: 4 x metralhadoras MG 81J de 7,92 mm (0,312 in)[nota 4]
1 x metralhadora MG 81Z de 7,92 mm (0,312 in)[nota 2][nota 4]
- Bombas: 1 400 kg (3 090 lb) de bombas nas baias internas e mais 500 kg (1 100 lb) ou 3 000 kg (6 610 lb) de bombas externas

### Ju 88 G-1
Dados de: Fighters and Bombers of World War II
Características gerais
- Tripulação: 3
- Comprimento: 15,50 m (50,9 ft)
- Envergadura: 20,08 m (65,9 ft)
- Altura: 5,07 m (16,6 ft)
- Peso vazio: 9 081 kg (20 000 lb)[nota 6]
- Peso carregado: 13 100 kg (28 900 lb)
- Peso na decolagem: 14 690 kg (32 400 lb)[nota 6]
- Motorização: 2 x  motores a pistão BMW 801G-2 1 677 hp (1 250 kW)

Performance
- Velocidade máx.: 550 km/h (297 kn) à 8 500 m (27 900 ft) de altura
- Alcance: 2 500 km (1 550 mi)
- Teto de serviço: 9 900 m (32 500 ft)
- Carga alar: 240 kg/m²
- Força/massa: 0.18 kW/kg
- Autonomia: 4 horas[nota 6]

Armamentos
- Canhões: 4 x canhões MG 151/20 de 20 mm (0,787 in) de tiro frontal
- Metralhadoras: 1 ou 2 metralhadoras MG 131 de 13 mm (0,512 in) de tiro traseiro

### Ju 88 P-3
Dados de: War Machine
Características gerais
- Tripulação: 3
- Comprimento: 14,85 m (48,7 ft)
- Envergadura: 20 m (65,6 ft)
- Altura: 4,85 m (15,9 ft)
- Peso vazio: 11 080 kg (24 400 lb)
- Peso na decolagem: 12 670 kg (27 900 lb)
- Motorização: 2 x motores a pistão de doze cilindros em "V" invertidos Jumo 211J-2 1 400 hp (1 040 kW)

Performance
- Velocidade máx.: 360 km/h (194 kn) à 1 600 m (5 250 ft) de altura
- Alcance: 1 580 km (982 mi)
- Teto de serviço: 5 500 m (18 000 ft)

Armamentos
- Canhões: 2 x canhões de tiro frontal Bordkanone BK 3,7 de 37 mm (1,46 in) de tiro frontal
- Metralhadoras: Até 6 x metralhadoras de 7,92 mm (0,312 in)